# Дрльевич, Лилия
Лилия Дрльевич (серб. Љиља Дрљевић; род. 30 ноября 1984) — сербская, ранее югославская и черногорская, шахматистка, международный мастер среди женщин (2007), инструктор ФИДЕ (2015). Победительница чемпионата Сербии по шахматам среди женщин (2016).

## Биография
В 2007 году в Сусе победила в чемпионате стран Средиземноморья по шахматам среди женщин. В 2010 году в Цюрихе заняла второе место на чемпионате мира по шахматам среди студенток. В 2010 году в Панчево завоевала бронзовую медаль на чемпионате Сербии по шахматам среди женщин, а в 2016 году стала чемпионкой Сербии по шахматам.
Дважды представляла сборную Югославии на командном чемпионате Европы по шахматам среди девушек в возрастной группе до 18 лет (2000, 2002). Представляла сборную Черногории на шахматной олимпиаде (2008) и на командном чемпионате Европы по шахматам (2007). Также представляла сборную Сербии на шахматной олимпиаде (2016) и на командном чемпионате Европы по шахматам (2011).